# Andrew Thomas (football américain)
(en) Statistiques sur pro-football-reference
Andrew Ken Thomas, né le 22 janvier 1999 à Lithonia, est un joueur professionnel américain de football américain qui évolue au poste de offensive tackle dans la National Football League (NFL).
Il joue depuis la saison 2020 pour la franchise des Giants de New York.

## Biographie

### Jeunesse
Thomas étudie à l' Académie Pace (en) à Atlanta où il joue au football américain.  
Après sa carrière au lycée, il dispute l'Army All-American Game. 
Il s'engage ensuite avec les Bulldogs de la Géorgie le 10 juillet 2016 malgré des offres reçues entre autres du Crimson Tide de l'Alabama, des Tigers d'Auburn et des Gators de la Floride.

### Carrière universitaire
Thomas est désigné titulaire au poste de right tackle pour l'ensemble des matchs de sa saison première saison chez les Bulldogs. Il est sélectionné dans l'équipe type des freshman de la NCAA au terme de la saison. 
En 2018, il est déplacé au poste de left tackle. Il se blesse à la cheville gauche lors du match contre les Gamecocks de la Caroline du Sud et rate le match suivant contre les Blue Raiders de Middle Tennessee. Au cours des deux matchs suivants, Thomas retrouve ses moyens bien qu'il soit contraint de porter une attelle après s'être blessé à la cheville plus tard dans la saison. Après avoir aidé son attaque à gagner 331 yards au sol contre les Wildcats du Kentucky, Thomas est désignée meilleur joueur de ligne offensif de la semaine en Southeastern Conference (SEC). Après la saison, il est sélectionné dans l'équipe type All-American et dans celle de la SEC.
Thomas est également invité au symposium de l'élite NCAA du football américain lors de l'hiver succédant à son année sophomore, le programme de cette institution aidant les athlètes à préparer leur transition vers la NFL. 
Avant le début de son année junior, Thomas est considéré comme une potentiel choix de premier tour pour la draft 2020 de la NFL. Le 17 décembre 2019, il annonce faire l'impasse sur son année junior afin de se présenter à la draft et déclare qu'il ne jouera pas le Sugar Bowl 2020 avec son université.

### Carrière professionnelle
| Taille               | Poids           | Bras            | Main            | Sprint   | Sprint   | Sprint   | Shuttle 20 yards | 3 cones drill | Détente         | Détente            | Développé couché | Test Wonderlic |
| Taille               | Poids           | Bras            | Main            | 40 yards | 10 yards | 20 yards | Shuttle 20 yards | 3 cones drill | verticale       | horizontale        | Développé couché | Test Wonderlic |
| 1,96 m (6 ft 5 ⅛ in) | 143 kg (315 lb) | 92 cm (36 ⅛ in) | 26 cm (10 ¼ in) | 5,22 s   | 1,83 s   | 4,66 s   | 7,58 s           | 7,58 s        | 77 cm (30 ½ in) | 2,77 m (9 ft 1 in) | 21 reps          | 28             |

Thomas est sélectionné par la franchise des Giants de New York en 4e choix global de la draft 2020 de la National Football League (NFL).

#### Saison 2020
Thomas dispute les cinq premiers matchs de sa saison rookie au poste de left tackle. Il est mis sur le banc au profit de Matt Peart en 6e semaine contre la Washington Football Team parce qu'il était arrivé en retard à une réunion de l'équipe. Il reprend sa place de titulaire la semaine suivante jusqu'en fin de saison.

#### Saison 2021
Thomas commence la saison 2021 en tant que titulaire au poste de left tackle. Il se blesse à la cheville en 6e semaine et est placé dans la liste des blessés le 19 octobre avant d'être réactivé le 22 novembre. Le même jour, Thomas inscrit le premier touchdown en réception de sa carrière à la suite d'une conversion de touchdown à deux points réussie contre les Buccaneers de Tampa Bay.  
En février 2022, Thomas subit une intervention chirurgicale pour réparer sa cheville gauche blessée plus tôt dans la saison. 

## Honneurs et récompenses
- Vainqueur du Trophée Jacobs Blocking (en) en 2019 ;
- Reconnu à l'unanimité All-American en 2019 ;
- Sélectionné dans l'équipe type All-American en 2018 ;
- Sélectionné dans l'équipe type de la Southeastern Conference (SEC) en 2018 et 2019 ;
- Sélectionné dans l'équipe type Freshman All-American en 2017.